# Тинорди, Джарред
Джа́рред Тино́рди (англ. Jarred Tinordi; 20 февраля 1992, Бернсвилл, Миннесота, США) — американский хоккеист, защитник клуба НХЛ «Калгари Флэймз».

## Карьера

### Юниорская карьера
Джарред сын бывшего капитана «Миннесоты Норт Старз» Марка Тинорди родился и вырос в США. В юности он выступал в международном турнире по хоккею с шайбой в Квебеке в 2004 году в составе хоккейной команды «Washington Little Capitals» . Тинорди учился в средней школе «Северна Парк», но выступал за школу «Северна Парк» только в сезоне 2006/07. Позже Джарред был капитаном юниорской национальной сборной США по хоккею и учился в средней школе Ann Arbor Pioneer High School . В 2010 году Тинорди мог продолжить карьеру в университете Нотр-Дама, однако этого не случилось. Вскоре он перешёл в клуб ОХЛ «Лондон Найтс», за которых провёл 2 следующих сезона. К этому времени Джарред, играющий, как и его отец, на позиции защитника, уже успел в составе юниорской сборной своей страны стать обладателем золотых медалей чемпионата мира.

### Профессиональная карьера

#### Монреаль Канадиенс
На драфте НХЛ 2010 года был выбран самым титулованным клубом НХЛ — «Монреаль Канадиенс» в 1-м раунде под общим 22-м номером. Также Тинорди на драфте юниоров КХЛ 2010 года был выбран в 7-м раунде под общим 184-м номером командой «Металлург Магнитогорск». Отыграв в ОХЛ 2 сезона, молодой защитник был вызван в систему «Монреаля». 16 марта 2013 года Джарред Тинорди сыграл свой первый матч в НХЛ против «Нью-Джерси Девилз», тогда же набрав свой первый балл за результативность — на его счету в дебютном матче оказалась голевая передача на Томаша Плеканеца. В системе «Канадиенс» Тинорди играл преимущественно в АХЛ за фарм-клубы «Монреаля» — «Гамильтон Бульдогс» и «Сент-Джонс АйсКэпс». В июле 2015 года Тинорди подписал новый двухсторонний контракт с «Монреаль Канадиенс» на 1 год и сумму $ 850,5 тыс. В сезоне 2015/16 «Канадиенс» выставили Тинорди на драфт отказов, но оттуда его никто не забрал. Максимальное количество матчей за «Монреаль» в одном сезоне составило лишь 22. Всего за «Монреаль Канадиенс» Джарред Тинорди провёл 46 матчей, в которых набрал 6 (0+6) очков.

#### Аризона Койотис
15 января 2016 года Тинорди вместе со Стефаном Фурнье были обменяны в клуб «Аризона Койотис» на защитника Виктора Бартли и нападающего Джона Скотта. 9 марта 2016 года НХЛ объявила, что они отстранили Тинорди на 20 игр без денежной оплаты за нарушение условий программы НХЛ/НХЛПА по веществам, улучшающим производительность. В заявлении, опубликованном НХЛПА, Тинорди заявил: «Я сознательно не принимал запрещенное вещество. Однако я понимаю, что несу ответственность за то, что попадает в моё тело как профессиональный спортсмен, и принимаю отстранение. Я буду усердно работать над возвращением на лед и извлекать уроки из этой неприятности». «Койотис» впоследствии заявили о своей полной поддержке как НХЛ/НХЛПА, так и самого Джарреда Тинорди. В сезоне 2016/17, после отбытия дисквалификации, 21 октября 2016 года «Аризона Койотс» выставили Тинорди на драфт отказов, где его никто не забрал, а на следующий день он отправился в фарм-клуб «койотов» в АХЛ — «Тусон Роадраннерс». Он забил первый гол «Роадраннерс» в своем дебютном матче 28 октября. Он отыграл весь сезон за «Роадраннерс», сыграв в 64 матчах и набрав 11 очков. Всего за «Аризону Койотис» Тинорди провёл 7 встреч без набранных очков.

#### Питтсбург Пингвинз
1 июля 2017 года Тинорди подписал однолетний двухсторонний контракт с действующими обладателями Кубка Стэнли «Питтсбург Пингвинз» на сумму $ 650 тыс. Тинорди сезон 2017/18 полностью провёл в АХЛ за фарм-клуб «Питтсбург Пингвинз» — «Уилкс-Барре/Скрэнтон Пингвинз» В качестве ключевого игрока на синей линии Тинорди установил новые личные рекорды с 5 голами и 21 очком в 62 играх.

#### Нэшвилл Предаторз
1 июля 2018 года Тинорди подписал однолетний контракт с «Нэшвилл Предаторз» на сумму $ 650 тыс. Перед началом сезона, он был отправлен в АХЛ в фарм-клуб «хищников» — «Милуоки Эдмиралс», где был назначен капитаном команды. Сезон 2018/19 Тинорди полностью провёл в «Милуоки» и установил для себя новый личный рекорд, набрав в 75 матчах 22 (8+14) очков. 29 мая 2019 года Тинорди продлил контракт с «Предаторз» на 2 года на общую сумму $ 1,4 млн. Соглашение носило двухсторонний характер. В декабре 2019 года Тинорди вызвали в основную команду. 28 декабря он провёл первый матч в составе «Нэшвилла» против своей бывшей команды «Питтсбург Пингвинз». 16 января 2020 года Джарред набрал первое очко в составе «Предаторз», а уже 29 января забил свой первый гол в НХЛ в матче против «Вашингтон Кэпиталз» вратарю Брэйдену Холтби. Остаток сезона 2019/20 Тинорди также провёл в составе «хищников», набрав 5 (1+4) очков в 28 встречах. В сезоне 2020/21 провёл 7 встречей за «Нэшвилл» без набранных очков, при показателе полезности «-1», после чего получил травму и был помещен в список травмированных. Всего за «Нэшвилл Предаторз» провёл 35 встреч, в которых набрал 5 (1+4) очков.

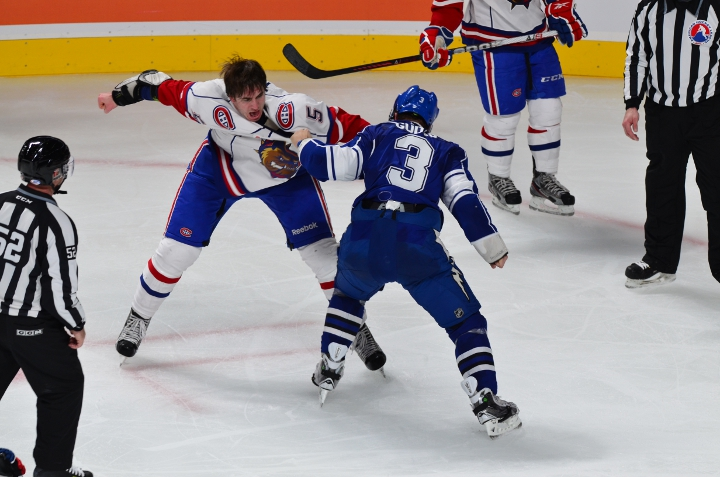
Джарред Тинорди против Радко Гудаса

#### Бостон Брюинз
26 февраля 2021 года Джарред Тинорди был выставлен «Нэшвиллом» на драфт отказов, откуда следующим днём его забрали «Бостон Брюинз».

#### Нью-Йорк Рейнджерс
28 июля 2021 года подписал двухлетний контракт с «Нью-Йорк Рейнджерс» на общую сумму $ 1,8 млн.

## Международная карьера
Джарред Тинорди вызывался в юниорскую и молодёжную сборную страны; в составе сборной юниоров стал победителем чемпионата мира 2010 года.

## Достижения
Юниорская сборная:
- Победитель чемпионата мира: 2010

## Статистика

### Клубная статистика
| 2007/08     | Washington Jr. Nationals      | AtJHL       | 39  | 4  | 8  | 12 | 44  | 5  | 0 | 2 | 2 | 2  |
| 2008/09     | U.S. NTDP U17                 | USDP        | 16  | 3  | 1  | 4  | 12  | —  | — | — | — | —  |
| 2008/09     | U.S. NTDP U18                 | USDP        | 1   | 0  | 1  | 1  | 0   | —  | — | — | — | —  |
| 2008/09     | U.S. NTDP U18                 | NAHL        | 42  | 2  | 13 | 15 | 53  | 9  | 1 | 0 | 1 | 6  |
| 2009/10     | U.S. NTDP U18                 | USHL        | 26  | 4  | 5  | 9  | 68  | —  | — | — | — | —  |
| 2009/10     | U.S. NTDP U18                 | USDP        | 39  | 2  | 6  | 8  | 37  | —  | — | — | — | —  |
| 2010/11     | Лондон Найтс                  | ОХЛ         | 63  | 1  | 13 | 14 | 140 | 6  | 0 | 0 | 0 | 17 |
| 2011/12     | Лондон Найтс                  | ОХЛ         | 48  | 2  | 14 | 16 | 63  | 19 | 3 | 5 | 8 | 27 |
| 2012/13     | Гамильтон Бульдогс            | АХЛ         | 67  | 2  | 11 | 13 | 71  | —  | — | — | — | —  |
| 2012/13     | Монреаль Канадиенс            | НХЛ         | 8   | 0  | 2  | 2  | 2   | 5  | 0 | 1 | 1 | 15 |
| 2013/14     | Монреаль Канадиенс            | НХЛ         | 22  | 0  | 2  | 2  | 40  | —  | — | — | — | —  |
| 2013/14     | Гамильтон Бульдогс            | АХЛ         | 47  | 3  | 6  | 9  | 70  | —  | — | — | — | —  |
| 2014/15     | Монреаль Канадиенс            | НХЛ         | 13  | 0  | 2  | 2  | 19  | —  | — | — | — | —  |
| 2014/15     | Гамильтон Бульдогс            | АХЛ         | 44  | 1  | 6  | 7  | 36  | —  | — | — | — | —  |
| 2015/16     | Сент-Джонс Айскэпс            | АХЛ         | 6   | 0  | 2  | 2  | 6   | —  | — | — | — | —  |
| 2015/16     | Монреаль Канадиенс            | НХЛ         | 3   | 0  | 0  | 0  | 5   | —  | — | — | — | —  |
| 2015/16     | Аризона Койотис               | НХЛ         | 7   | 0  | 0  | 0  | 12  | —  | — | — | — | —  |
| 2016/17     | Тусон Роадраннерс             | АХЛ         | 64  | 1  | 10 | 11 | 102 | —  | — | — | — | —  |
| 2017/18     | Уилкс-Барре/Скрэнтон Пингвинз | АХЛ         | 62  | 5  | 16 | 21 | 86  | 2  | 0 | 0 | 0 | 0  |
| 2018/19     | Милуоки Эдмиралс              | АХЛ         | 75  | 8  | 14 | 22 | 85  | 5  | 0 | 1 | 1 | 10 |
| 2019/20     | Милуоки Эдмиралс              | АХЛ         | 32  | 0  | 6  | 6  | 55  | —  | — | — | — | —  |
| 2019/20     | Нэшвилл Предаторз             | НХЛ         | 28  | 1  | 4  | 5  | 34  | 4  | 0 | 0 | 0 | 2  |
| 2020/21     | Нэшвилл Предаторз             | НХЛ         | 7   | 0  | 0  | 0  | 4   | —  | — | — | — | —  |
| 2020/21     | Бостон Брюинз                 | НХЛ         | 14  | 0  | 1  | 1  | 7   | 4  | 0 | 0 | 0 | 5  |
| Всего в АХЛ | Всего в АХЛ                   | Всего в АХЛ | 397 | 20 | 71 | 91 | 511 | 7  | 0 | 1 | 1 | 10 |
| Всего в НХЛ | Всего в НХЛ                   | Всего в НХЛ | 102 | 1  | 11 | 12 | 123 | 13 | 0 | 1 | 1 | 22 |

### Международная карьера
| Год                                      | Сборная                                  | Турнир                                   | Результат                                |    | И | Г | П | О  | Ш |
| ---------------------------------------- | ---------------------------------------- | ---------------------------------------- | ---------------------------------------- | -- | - | - | - | -- | - |
| 2009                                     | США                                      | U17                                      | 3                                        | 6  | 0 | 0 | 0 | 0  |   |
| 2010                                     | США                                      | ЮЧМ                                      | 1                                        | 7  | 1 | 1 | 2 | 10 |   |
| 2012                                     | США                                      | МЧМ                                      | 7-е                                      | 6  | 1 | 1 | 2 | 6  |   |
| Всего за сборную США на юниорском уровне | Всего за сборную США на юниорском уровне | Всего за сборную США на юниорском уровне | Всего за сборную США на юниорском уровне | 19 | 2 | 2 | 4 | 16 |   |